# Jaromir Jeszke
Jaromir Piotr Jeszke – polski historyk, profesor nauk humanistycznych, wykładowca Wydziału Pedagogiczno-Artystycznego UAM w Kaliszu.

## Życiorys
W 1978 ukończył studia historyczne na Uniwersytecie im. Adama Mickiewicza w Poznaniu. W 1992 uzyskał stopień doktora nauk humanistycznych w zakresie etnologii na podstawie rozprawy Lecznictwo ludowe w Wielkopolsce w XIX i XX w, Czynniki i kierunki przemian, napisanej pod kierunkiem Zbigniewa Jasiewicza.
W 2001, na mocy uchwały Rady Naukowej Instytutu Historii Uniwersytetu Adama Mickiewicza w Poznaniu uzyskał stopień doktora habilitowanego, na podstawie monografii: W poszukiwaniu paradygmatu polskiej historiografii medycznej.
W latach 1982-1998 był zatrudniony w Akademii Medycznej im. K. Marcinkowskiego w Poznaniu na stanowisku asystenta, a następnie adiunkta. W 1998 przeniósł się na Wydział Pedagogiczno-Artystyczny UAM w Kaliszu. Pracował tam na stanowisku profesora uczelni w Zakładzie Ochrony Dziedzictwa Kulturowego i Komunikacji Międzykulturowej. W latach 1995-2018 był zatrudniony w Instytucie Historii Nauki PAN w Warszawie. Ponadto w latach 2008-2011 pracował na stanowisku profesora w Państwowej Wyższej Szkole Zawodowej w Koninie.
W swoich badaniach naukowych Jaromir Jeszke koncentruje się na tematyce historii i antropologii wiedzy medycznej, a także historii historiografii, jak również roli historii w procesie komunikacji międzykulturowej. Od 2022 pełni funkcje redaktora naczelnego czasopisma Medycyna Nowożytna. Studia nad Historią Medycyny. Zasiada w Komisji Historii Nauki i Techniki PAN.

## Wybrane publikacje
- 1996: Lecznictwo ludowe w Wielkopolsce w XIX i XX wieku : czynniki i kierunki przemian
- 2000: W poszukiwaniu paradygmatu polskiej historiografii medycznej
- 2007: Mity polskiej historiografii nauki